# Chromonephthea minor
Espèce
Chromonephthea minor est un corail de l'ordre des Alcyonacea et de la famille des Nephtheidae.